# (918) Itha
(918) Itha – planetoida z pasa głównego asteroid okrążająca Słońce w ciągu 4 lat i 313 dni w średniej odległości 2,87 au. Została odkryta 22 sierpnia 1919 roku w Landessternwarte Heidelberg-Königstuhl w Heidelbergu przez Karla Reinmutha. Nazwa pochodzi od imienia żeńskiego. Przed nadaniem nazwy planetoida nosiła oznaczenie tymczasowe (918) 1919 FR.